# در کوچه‌های پراگ
در کوچه‌های پراگ: مشاهده‌های اجتماعی، زنانه و ادیبانه سفرنامه‌ای از زهرا ابوالحسنی چیمه است که به روایتِ سی ماه (مارس ۲۰۱۱ تا اوت ۲۰۱۳) زندگی در پراگ و فرهنگ و مردم این شهر می‌پردازد.

## نقد و بررسی
زهرا طهماسبی نمینی (منتقد ادبی) دربارهٔ این کتاب می‌نویسد: «نویسنده در تلاش است لایه‌های زیرین فرهنگ را نمایان کند. او به ما می‌آموزد که به ظواهر دل نبندیم و برای شناخت انسان‌ها درون‌شان را بکاویم.»
علی‌اصغر محمدخانی معتقد است این کتاب «گرچه مضمون دل‌نوشته‌ای دارد، می‌تواند تا حدی نمایی از زندگی اجتماعی و خصوصی زنان بخشی از جهان را به دست دهد، بی‌آن‌که هیچ ادعای دیگری داشته باشد.»
بهادر باقری (استاد ادبیات فارسی دانشگاه خوارزمی) در کوچه‌های پراگ را کتابی کوچک و جمع‌وجور می‌داند که «نثر بسیار پاکیزه، دلکش، شوخ و شنگ، جوان، زنده و تپنده‌ی» آن «دل و جان خواننده را شکار می‌کند.»